# Cipriano (mestre dos soldados)
Cipriano (em latim: Cyprianus; 545) foi um oficial bizantino do século VI, ativo sob o imperador Justiniano (r. 527–565). Aparece em 533, quando foi um dos comandante enviados numa expedição liderada por Belisário contra o Reino Vândalo. Em dezembro, liderou a ala esquerda do exército na importante Batalha de Tricamaro e em março de 534, foi enviado à Numídia com garantias de salvo-conduto para o rei Gelimero (r. 530–534) e com a rendição dele, o conduziu para Cartago. Em 537, participou na defesa de Roma contra o rei Vitige (r. 536–540) e nos anos seguintes envolveu-se nas operações contra as tropas góticas em Verona, Favência e Florença. Foi morto à traição por um de seus guardas em 545, durante o Cerco de Perúsia conduzido pelo rei Tótila (r. 541–552).

## Vida

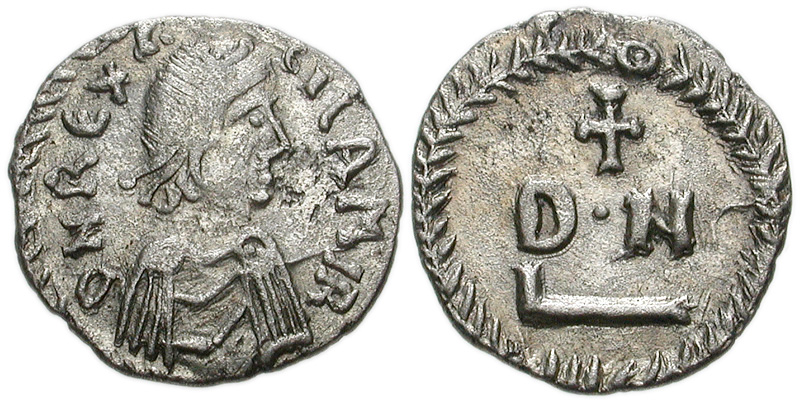
Denário de Gelimero r.

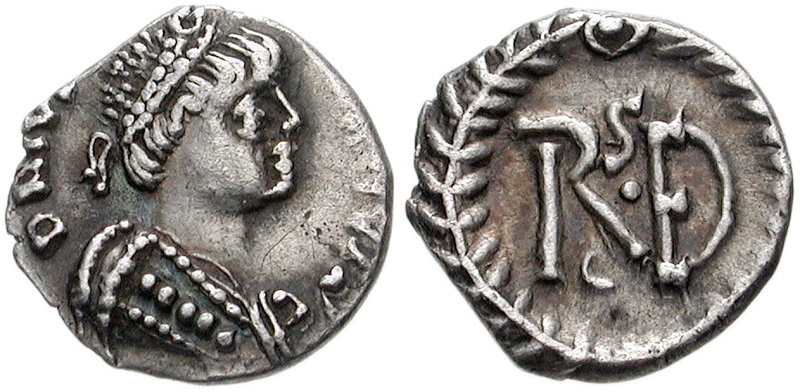
1/4 de síliqua de Vitige r.

Cipriano aparece pela primeira vez em 533 como um dos nove comandantes dos federados[a] enviados numa expedição liderada por Belisário contra o Reino Vândalo. Foi talvez um dos comandantes dos federados perseguidos pelo rei Gelimero (r. 530–534) no 10.º marco em 13 de setembro. Em dezembro, foi um dos arcontes que lideraram a ala esquerda do exército na Batalha de Tricamaro. Quando Gelimero, que estava sitiado por Faras no monte Papua na Numídia, decidiu se render no final de março de 534, foi enviado por Belisário para lhe conceder garantias de salvo-conduto. Após a rendição, retornou com Gelimero para Cartago.
Em 537, estava em Roma com Belisário quando a cidade foi sitiada pelo rei Vitige (r. 536–540). Durante o primeiro grande ataque gótico em 10 de março, Belisário enviou-o para repelir os godos que haviam entrado na cidade através das muralhas do Vivário (próximo da Porta Prettiness). Repeliu-os, o que deu a Belisário a chance de lançar um contra-ataque. Em abril ou maio de 539, Cipriano e Justino, seus apoiantes, alguns isauros e parte da infantaria regular sob Demétrio foram enviados por Belisário para sitiar os godos em Fésulas. Ao chegarem, encontraram o local inacessível e impossível de atacar. Eles derrotaram alguns grupos de godos que saíram da fortaleza para atacá-los e obrigaram-nos a permanecer no interior das muralhas com suprimentos escassos. Em decorrência da fome, os godos se renderam e a fortaleza foi entregue a Cipriano e Justino após terem seu salvo-conduto assegurado. Deixando uma guarnição adequada em Fésulas, no outono, Cipriano e Justino levaram seu exército e seus cativos para junto de Belisário em Áuximo. Aparentemente, estava entre os oficiais que permaneceram na Itália sob ordens do imperador quando Belisário retornou para Constantinopla após a conquista de Ravena em 540.

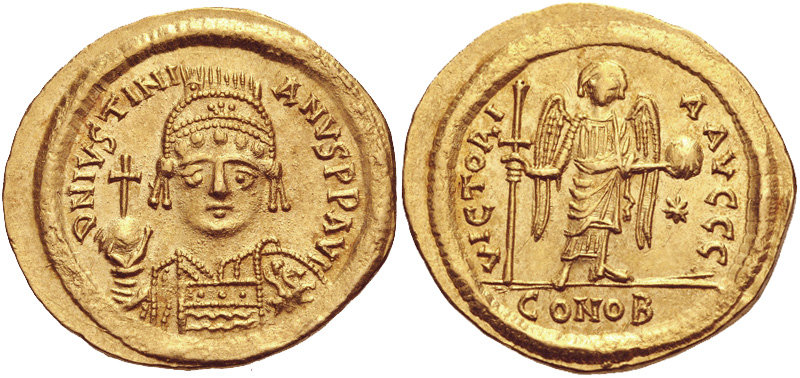
Soldo de Justiniano r.

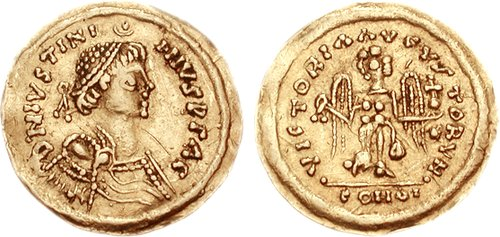
Tremisse emitido em Ticino sob o rei ostrogótico Tótila r.

Se for o caso, está entre os oficiais criticados por Procópio de Cesareia devido sua má conduta dos assuntos da península durante o renascimento do poder gótico. Foram acusados de ocuparem seu tempo com o ganho pessoal e de falharam em responder às necessidades da situação. Além disso, o autor afirma que foram prejudicados por possuírem todos a mesma posição e porque suas tropas estavam relutantes para lutar; os autores da PIRT sugeriram, com base na afirmação de Procópio, que Cipriano era mestre dos soldados vacante e que teria retido essa posição desde 540 ou mesmo antes disso, e continuou a ocupá-la até sua morte anos depois. Durante 541, não uniram forças nem planejaram ações conjuntas, e após a ascensão de Tótila (r. 541–552), o imperador enviou-lhes uma carta para censurá-los por sua inatividade. Em decorrência disso, se reuniram em Ravena e marcharam, na primavera de 542, contra Verona.
A cidade foi entregue aos bizantinos à traição, mas os comandantes demoraram para ocupá-la devido a disputas sobre a divisão dos espólios, o que permitiu à guarnição gótica, que havia fugido, voltar e reocupar a cidade. Com esse fracasso, avançaram para Favência, onde foram atacados por Tótila e sofreram uma pesada derrota. Cada comandante fugiu à primeira cidade que pode. Após a derrota em Favência, Cipriano aparentemente procurou refúgio com Bessas e João em Ravena. Lá, receberam um pedido de ajuda de Justino, que estava sendo sitiado em Florença pelos godos, e reuniram um grande exército para aliviar o cerco. Com as notícias da chegada das tropas imperiais, os godos se retiraram para Mucélio. Cipriano e os outros uniram forças com Justino e marcharam contra o inimigo, mas foram derrotados e fugiram para várias fortalezas. Cipriano fugiu à Perúsia, onde ficou no comando pelos próximos três anos. Em 545, foi sitiado e recusou a render a cidade para Tótila, apesar da recompensa oferecida. Cipriano foi assassinado por um de seus guardas, Ulifo, que Tótila havia subornado.